# Battaglia dello Spercheo
La battaglia dello Spercheo (in bulgaro битка при Сперхей?; in greco Μάχη του Σπερχειού) fu combattuta nel 996, sui ponti del fiume Spercheo, nell'attuale Grecia centrale. Lo scontro coinvolse i bizantini e i bulgari, concludendosi con la vittoria dei primi.

## Antefatti
Dopo la grande vittoria bulgara nella battaglia delle Porte di Traiano, l'Impero bizantino cadde in crisi e piombò in una guerra civile. Il giovane erede al trono, Basilio, non era ritenuto in grado di governare e per questo presto alcuni generali si contesero il potere mettendo in secondo piano la lotta contro il Primo Impero bulgaro. Samuele di Bulgaria approfittò della situazione e prese il controllo della penisola balcanica e di parte della Tracia e dell'Acaia. Nella primavera del 996, Samuele attaccò, depredò e diede alle fiamme le città di Amfissa e Galaxidion (un porto sul golfo di Corinto), riducendo i loro abitanti in schiavitù o trucidandoli. La paura si diffuse in tutta la Grecia e dopo la serie di sconfitte riportate e la cattura del genere Khaldos alle porte di Salonicco nel 995, l'imperatore Basilio affidò la carica vacante di doux di quella città a un suo stretto e fidato collaboratore, Niceforo Urano. Quest'ultimo ottenne il comando supremo militare nei Balcani e poté contare su un vastissimo contingente di tagmata. Con il grosso dei bulgari occupati in Grecia, nel 996 Urano ripristinò il controllo bizantino nelle regioni circostanti Salonicco e poi marciò verso sud in Tessaglia, incontrando soltanto una leggera opposizione. Urano riconquistò facilmente Larissa, da cui fece partire le sue successive operazioni per colpire le retrovie dell'esercito di Samuele, impegnato a saccheggiare le regioni vicine all'istmo di Corinto. Ricevuta la notizia, Samuele si spostò immediatamente verso nord e abbandonò il Peloponneso, portando con sé prigionieri e un ricco bottino. Superato il luogo dell'antica battaglia delle Termopili sotto una pioggia battente, i bulgari giunsero sulla riva meridionale del fiume Spercheo, nei pressi dell'odierna Lamia, dove osservarono Urano e il suo seguito avvicinarsi al corso d'acqua dalla direzione opposta.

## Battaglia

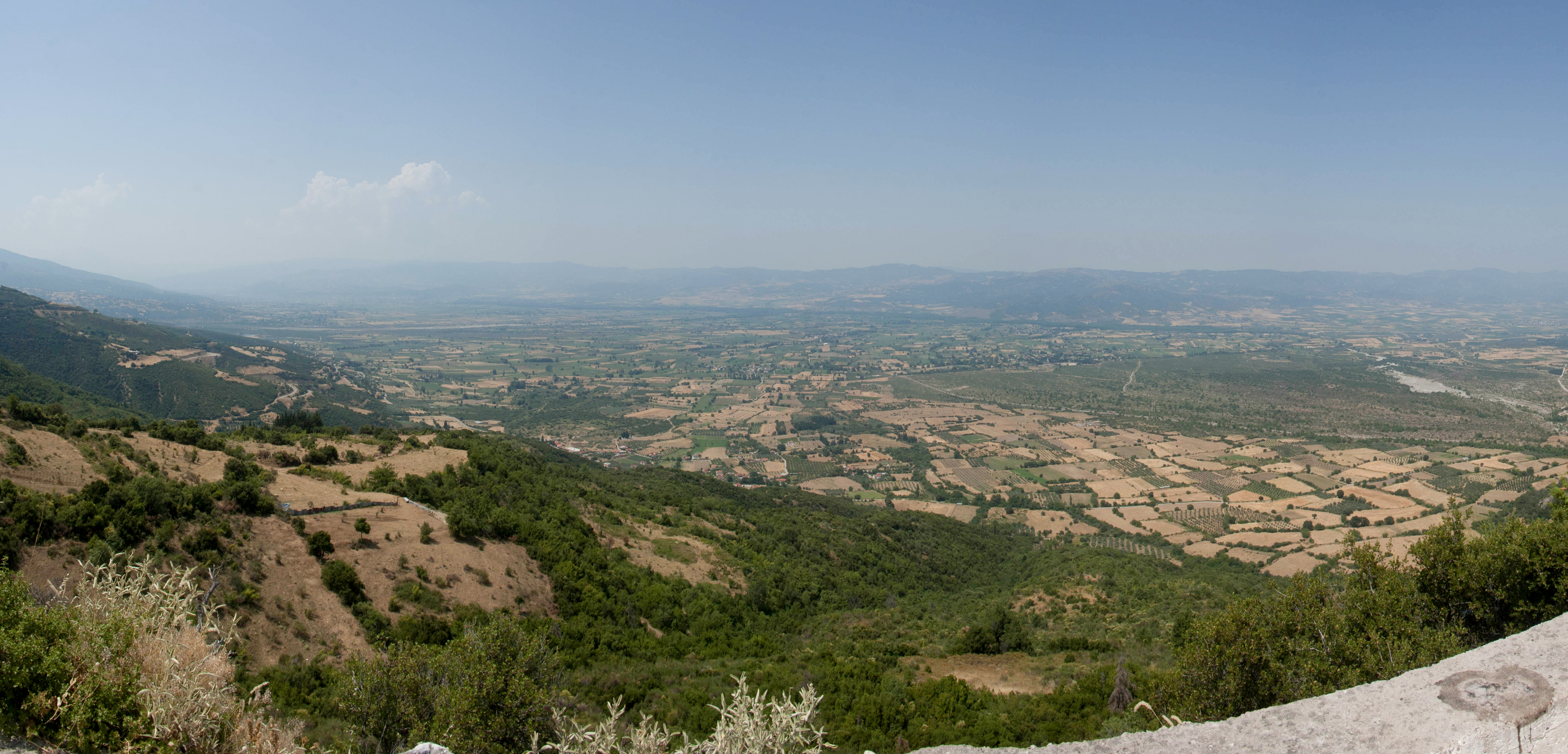
La valle del fiume Spercheo

Munendosi soltanto degli equipaggiamenti essenziali, il doux bizantino aveva portato con sé le sue truppe meglio addestrate, in quanto confidava di porre fine alla minaccia costituita da Samuele quanto prima. Il fiume che divideva i due eserciti si era ingrossato per via della pioggia e Urano ordinò ad alcuni esploratori di scoprire quante più informazioni possibili sulla posizione del nemico. Questi lo informarono subito che l'accampamento bulgaro era vulnerabile a un attacco. Evidentemente, pur essendo a conoscenza della presenza dei nemici a nord del fiume, Samuele pensò che le recenti piogge lo avessero ingrossato a tal punto da renderlo non guadabile, motivo per cui non trincerò adeguatamente il suo accampamento. Si trattò di una grave disattenzione, poiché Urano comprese che quel punto debole andava sfruttato immediatamente. Desideroso di approfittare del passo falso del suo nemico, Urano inviò immediatamente degli uomini per scoprire in quale punto potesse essere attraversato il corso d'acqua e, una volta che tale punto venne individuato, i soldati passarono da una riva all'altra. Quella notte (la data esatta del mese di luglio rimane sconosciuta) i bizantini si schierarono in formazione da battaglia contro l'accampamento bulgaro senza essere scoperti. Prima dell'alba, piombarono sui nemici ignari e generarono grandi tumulti, massacrandone molti uomini prima che potessero armarsi adeguatamente. È possibile che morirono 12 000 bulgari, mentre i sopravvissuti cercarono frettolosamente di raggiungere le colline per trovare riparto. I numerosi prigionieri tenuti dai bulgari furono liberati e le truppe bizantine si impossessarono di un abbondante bottino, spogliando i corpi dei caduti e saccheggiando quanto abbandonato dai bulgari. Sia Samuele che suo figlio Gavril Radomir riportarono delle ferite durante i combattimenti e riuscirono a salvarsi soltanto nascondendosi tra i cadaveri fino al calar della notte, quando uscirono dall'accampamento distrutto e fuggirono sulle vicine alture dell'Etolia. Una volta al sicuro dal luogo dell'incidente, Samuele radunò i sopravvissuti del suo esercito sbaragliato e si ritirò in Macedonia.

## Conseguenze

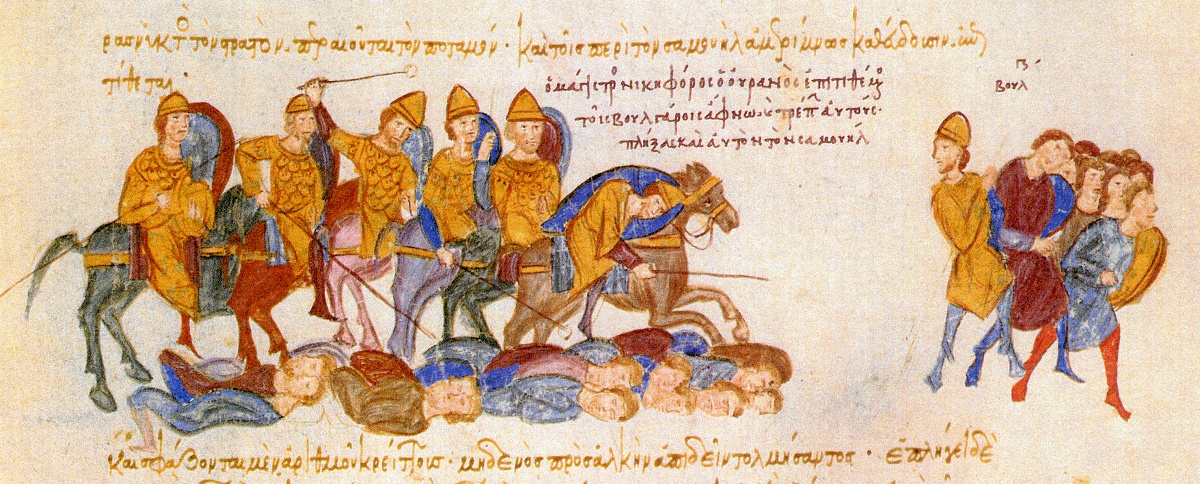
I bulgari vengono uccisi nella notte durante la battaglia dello Spercheo. Miniatura tratta dalla cronaca di Giovanni Scilitze

La battaglia dello Spercheo coincise con la prima disastrosa sconfitta subita da Samuele nel giro un ventennio di lotta contro Costantinopoli. Le sue ripercussioni dovettero essere state notevoli, poiché per oltre un anno dopo la disfatta non intraprese alcuna operazione militare nota, circostanza la quale lascia intendere che sia le capacità di combattimento del suo esercito sia la sua carica di comandante furono seriamente messe in dubbio dall'evento. Rimpiazzare le pesanti perdite in uomini e armamenti e ricostruire un esercito ai livelli del precedente in termini di efficacia richiedeva tempo. L'impatto militare andò apparentemente oltre le perdite materiali, poiché l'entità del disastro pare influenzò le future decisioni strategico-tattiche di Samuele. Il sovrano si rese conto che, nonostante la serie di vittorie precedenti, i romei erano nemici la cui potenza militare non poteva essere sottovalutata. Ciò lo spinse a non compiere mai più lunghe campagne spingendosi in profondità nel territorio nemico, preferendo difendere i confini della Bulgaria e ricorrendo alla guerriglia anziché impegnarsi in battaglie campali.
Dopo lo Spercheo, le uniche operazioni offensive su larga scala intraprese da Samuele furono rivolte agli alleati bizantini oltre i confini della Bulgaria, nel nord-ovest dei Balcani. Alcuni boiardi bulgari, frattanto, misero in discussione l'autorità di Samuele e ribadirono la propria fedeltà a Romano, lo zar bulgaro che era stato deposto e che era stato fatto prigioniero a Costantinopoli nel 977. Nei primi mesi del 997, ciò spinse Samuele ad avviare delle trattative di pace con l'imperatore bizantino Basilio II. Presumibilmente, il sovrano bulgaro si dimostrò persino propenso a dichiararsi a capo di uno Stato cliente di Costantinopoli. Il suo tentativo di riavvicinamento a Basilio fu interrotto quando gli giunse la notizia che Romano era morto a Costantinopoli. Ciò permise a Samuele di proporsi come legittimo successore di Romano e di farsi proclamare ufficialmente zar (997-1014), professandosi come custode «della continuità imperiale indipendente dello Stato». Ciò spinse diversi boiardi a rivedere le proprie precedenti convinzioni e a fornirgli sostegno nella lotta contro Bisanzio. Le ambizioni di Samuele poterono così ritrovare nuova linfa, tanto che negli anni successivi alla battaglia dello Spercheo egli si concentrò sulla conquista della Rascia e della Doclea.